# Ulrich Tholuck

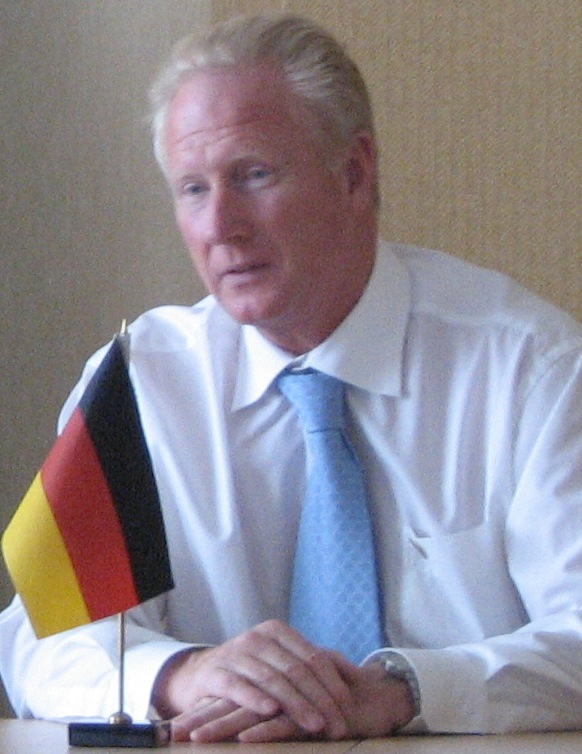
Ulrich Tholuck, 2007

Ulrich Tholuck, eigentlich Hans-Ulrich Tholuck, (* 25. Juni 1944; † 10. August 2009 in Oberhausen) war ein deutscher Pädagoge. Er war von 1997 bis zu seinem Tode Schulleiter des Landfermann-Gymnasiums in Duisburg. Als Öffentlichkeitsreferent des Philologenverbandes NRW und als engagierter Pädagoge war er häufiger Ansprechpartner der Massenmedien zu Bildungsfragen und dadurch auch überregional bekannt. Er war Ehren-Professor der Sichuan-Universität in China.

## Leben und Werdegang
Ulrich Tholuck besuchte die Volksschule in Eschborn und in Heiligkreuzsteinach, das Humanistische Gymnasium in Heidelberg (im Internat des Melanchthon-Vereins) und das Heinrich-von-Gagern-Gymnasium in Frankfurt am Main. Nach dem Abitur studierte er Rechts- und Staatswissenschaften und Klassische Philologie mit den Fächern Archäologie, Griechisch, Lateinisch und Geschichte in Frankfurt am Main und Marburg. Nach dem 2. Staatsexamen wurde er 1978 am Leibniz-Gymnasium in Essen angestellt.
Tholuck engagierte sich für seinen Berufsstand und war unter anderem ab 1987 Mitglied im Hauptpersonalrat beim Schulministerium NRW für den Philologen-Verband NRW sowie ab 1990 Mitglied im Personalrat für Lehrerinnen und Lehrer an Gymnasien bei der Bezirksregierung Düsseldorf. Von 1991 bis 1997 war er erster stellvertretender Vorsitzender dieses Gremiums. Darüber hinaus war er Mitglied des Gesamt-Vorstandes und Sprecher des Philologen-Verbandes NRW sowie Referent für Öffentlichkeitsarbeit und Medien beim nordrhein-westfälischen Lehrerverband, einer Kooperation des Philologen-Verbandes NRW und des Realschullehrerverbandes NRW. Außerdem war er Schriftleiter von Bildung aktuell; einer Zeitschrift des Philologenverbandes NRW, die achtmal jährlich in einer Auflage von ca. 20.000 Exemplaren beim Pädagogik & Hochschul Verlag, Düsseldorf, erscheint.
Zu Bildungsfragen war er häufiger Ansprechpartner seitens der Massenmedien im Rundfunk, Fernsehen und in Printmedien (wie unter anderem beim Deutschlandfunk im Deutschlandradio Kultur, beim WDR, beim Fernsehsender RTL im Fernsehmagazin stern tv, beim Nachrichtenmagazin Focus, bei der Kölnischen Rundschau, beim Kölner Stadt-Anzeiger, bei der NRZ, bei der Rheinischen Post und bei der WAZ) und erreichte dadurch auch überregionale Bekanntheit.
Seit dem Jahr 1997 war er Schulleiter des Landfermann-Gymnasiums in Duisburg. In der Zeit entstanden Partnerschaften mit weiteren Schulen in Chengdu (China) sowie Kaliningrad (Russland). Tholuck war Vorsitzender des Kuratoriums der 2001 gegründeten Collegium Fridericianum Rosemarie und Wolfgang Simon Stiftung, die unter anderem die Patenschaftspflege für das ehemalige Collegium Fridericianum im früheren Königsberg (heute: Kaliningrad) sowie die Völkerverständigung fördert. Für seine besonderen Verdienste bei der Weiterentwicklung der Deutsch-Chinesischen Freundschaft und der Vertiefung des gegenseitigen Verständnisses von Kultur und Sprache wurde er 2008 zum Ehren-Professor der Sichuan-Universität in der Volksrepublik China ernannt.
Bei Schülern galt Tholuck als äußerst streng. In einer anlässlich seines 1. Todestages verfassten und im November 2010 erschienenen Würdigung in den Landfermann-Blättern, die seine Verdienste zusammenfasste, wurde Tholuck auch als Polarisator bezeichnet, der den gymnasialen Bildungsauftrag, so wie er ihn verstand, auf die Formel brachte, „Leistungsfähigkeit zu fordern und Leistungsbereitschaft zu fördern“.
Ulrich Tholuck starb unerwartet am 10. August 2009. Er war verheiratet und hatte eine Tochter.